# Podolia

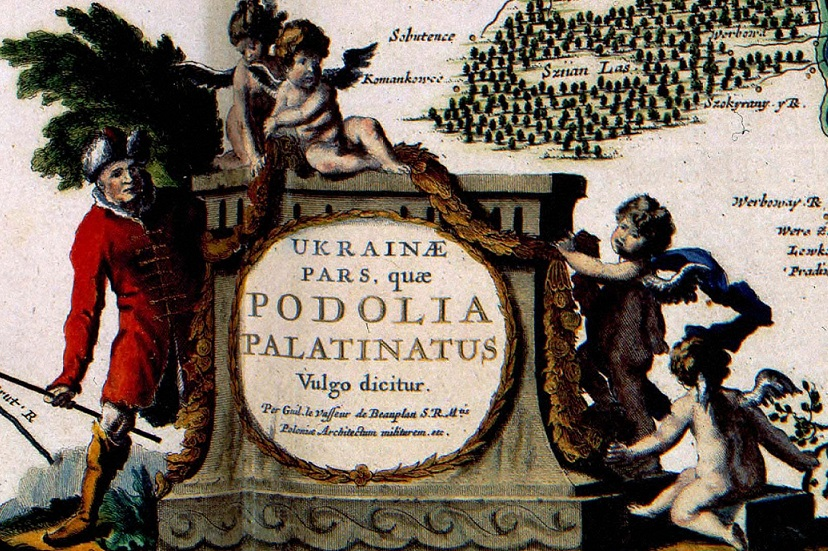
Titlul de hartă a Voievodatului Podoliei

Podolia sau Podilia (în ucraineană Поділля, transliterat: Podillea, în rusă Подолье, transliterat: Podolie, în poloneză Podole, în germană Podolien, în belarusă Падолле, cu alfabet Łacinka: Padollie, în lituaniană Podolė) este o regiune istorică din Europa de Est, situată în partea central-vestică a Ucrainei și la nord-est de Republica Moldova. Numele derivă din slava veche, în care cuvântul po înseamnă „de/lângă/de-a lungul” și dol, „vale”.

## Geografie
Zona face parte din vasta Câmpie a Europei de Est, delimitată de râul Nistru și arcul carpatic în sud-vest. Ea cuprinde o suprafață de aproximativ 40.000 km², extinzându-se pe 320 km de la nord-vest la sud-est pe malul stâng al Nistrului. În aceeași direcție se desfășoară două lanțuri de dealuri relativ joase, despărțite de Bugul de Sud, ramificații ale înălțimilor Avratînsk. Podișul Podoliei, un platou alungit, cu altitudini până la 144 m, se întinde între Bugul de Vest și cel de Sud și până la Nistru, cuprinzând ținuturi deluroase cu văi fluviale asemănătoare defileelor.
Podolia se află la est de Rutenia Roșie istorică, adică jumătatea de est a Galiției, dincolo de râul Seret⁠(d), un afluent al Nistrului. În nord-vest se învecinează cu Volînia. Este alcătuită din actuala regiune ucraineană Vinnîțea și din sudul și centrul regiunii Hmelnîțkîi. Podolia cuprinde și părți din regiunea adiacentă Ternopil în vest și din regiunea Kiev din nord-est. În est este formată din mici părți învecinate ale regiunilor Cerkasî, Kirovohrad și Odesa, precum și din jumătatea de nord a Transnistriei.
Două râuri mari, cu numeroși afluenți, drenează regiunea: Nistrul, care formează granița cu Moldova și este navigabil pe toată lungimea sa, și Bugul de Sud, care curge aproape paralel cu Nistrul într-o vale mai înaltă, uneori mlăștinoasă, întreruptă în mai multe locuri prin repezișuri. Nistrul formează un canal important pentru comerț în zonele orașelor Moghilău, Jvaneț și altor porturi fluviale podolene.
În Podolia predomină cernoziomul („pământ negru”), ceea ce face regiunea să fie o zonă agricolă foarte fertilă. Mlaștinile apar doar lângă Bug. Predomină un climat moderat, cu temperaturi medii la Camenița de 9 °C ( −4 °C în ianuarie, 20 °C în iulie).
Podolia dominată de ruși în 1906 avea o populație estimată la 3.543.700 de locuitori, constând în principal din ucraineni. Printre minoritățile semnificative se numărau polonezii și evreii, precum și circa 50.000 de români, câțiva germani și armeni.
Principalele orașe sunt capitala tradițională Camenița, Balta, Bar, Brațlav, Haisîn, Hmelnîțkîi, Letîciv, Litîn, Moghilău, Nova Ușîțea , Olhopil, Skala-Podilska, Vinnîțea și Iampil. În Republica Moldova, marile orașe podolene sunt Camenca și Rîbnița.

## Istorie
Regiunea a fost locuită cel puțin încă de la începutul perioadei neolitice. Herodot îl menționează ca fiind zona de origine a alazonilor greco-sciți și, posibil, al neurilor sciți. Ulterior, au sosit dacii și geții. Romanii au lăsat urme ale stăpânirii lor în Zidul lui Traian, care se întinde prin zona actualelor orașe Camenița, Nova Ușîțea și Hmelnîțkîi.
În perioada Marilor Migrații, multe popoare au trecut prin acest teritoriu sau s-au așezat în el în unele perioade, lăsând numeroase urme în vestigiile arheologice. În Cronica primară, Nestor menționează patru triburi slave⁠(d): bujanii⁠(d) și dulebii⁠(d) de-a lungul Bugului de Sud și tiverții și ulicii de-a lungul Nistrului. Avarii au invadat în secolul al VII-lea. Mai târziu, bolohovenii au ocupat același teritoriu în secolul al XIII-lea.

### Regatul Ruteniei și Coroana Poloneză
Cneazul Oleg din Novgorod și-a extins stăpânirea asupra acestui teritoriu cunoscut sub denumirea de Ponizie, sau „șesurile”. Aceste zone joase au devenit mai târziu o parte a principatelor rutenești Volînia, Kiev și Galiția. În secolul al XIII-lea, Bakota⁠(d) a servit drept centru politic și administrativ. În acea perioadă, mongolii au prădat Ponizie; Algirdas (Olgierd), prinț al Marelui Ducat al Lituaniei, l-a eliberat de sub stăpânirea lor în urma victoriei sale împotriva Hoardei de Aur în bătălia de la Apele Albastre din 1362, anexând-o propriilor sale teritorii sub numele de Podolia, denumire cu aceeași semnificație ca Ponizie. Colonizarea poloneză a început în secolul al XIV-lea.

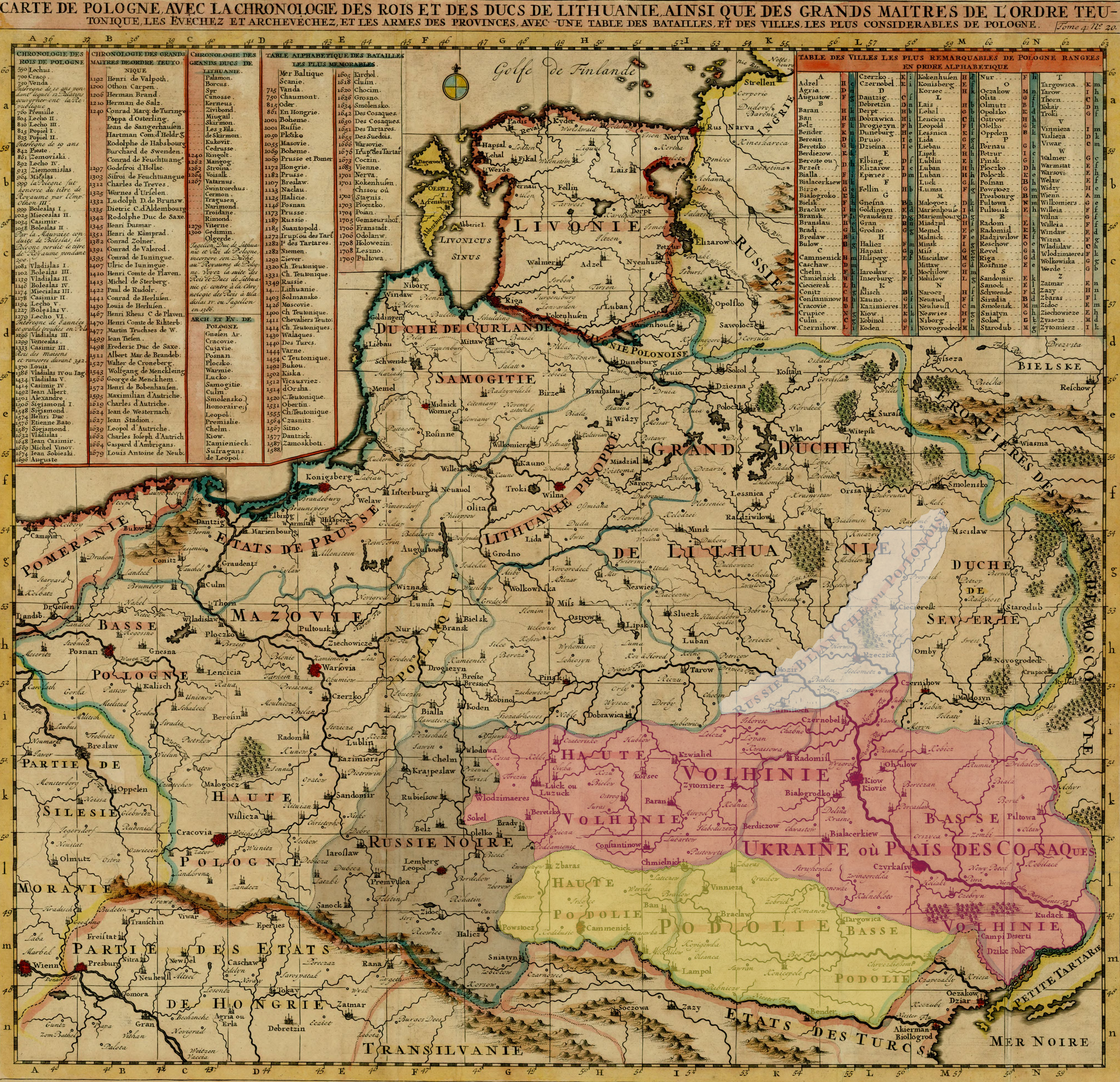
Podolia (în Podolie) cu galben pe o hartă a cartografului francez Henri Chatelain în 1712. Rutenia Albă cu alb, cu negru și Volînia cu roșu.

După moartea prințului lituanian Vytautas⁠(d) (Vitovt) în 1430, Podolia a fost încorporată în Voievodatul Podolia⁠(d) al Coroanei Poloneze, cu excepția părții sale de est, provincia Bracłav⁠(d), care a rămas în Lituania până la unirea acesteia cu Polonia în Uniunea de la Lublin⁠(d) din 1569. Din 1672, Podolia a devenit parte a Imperiului Otoman, unde a fost organizată ca pașalâc în Elayetul Podolia. În acest timp, capitala ei a fost Camenița (Kamaniçe) și a fost împărțită în sangeacurile Camenița, Bar, Mejibuji și Iazlovets (Yazlofça). A revenit sub stăpânire poloneză în 1699. Polonezii au păstrat Podolia până la divizarea țării lor în 1772 și 1793, când Monarhia Habsburgică austriacă și Rusia Imperială au anexat părțile de vest și, respectiv, de est.

### Imperiul Rus

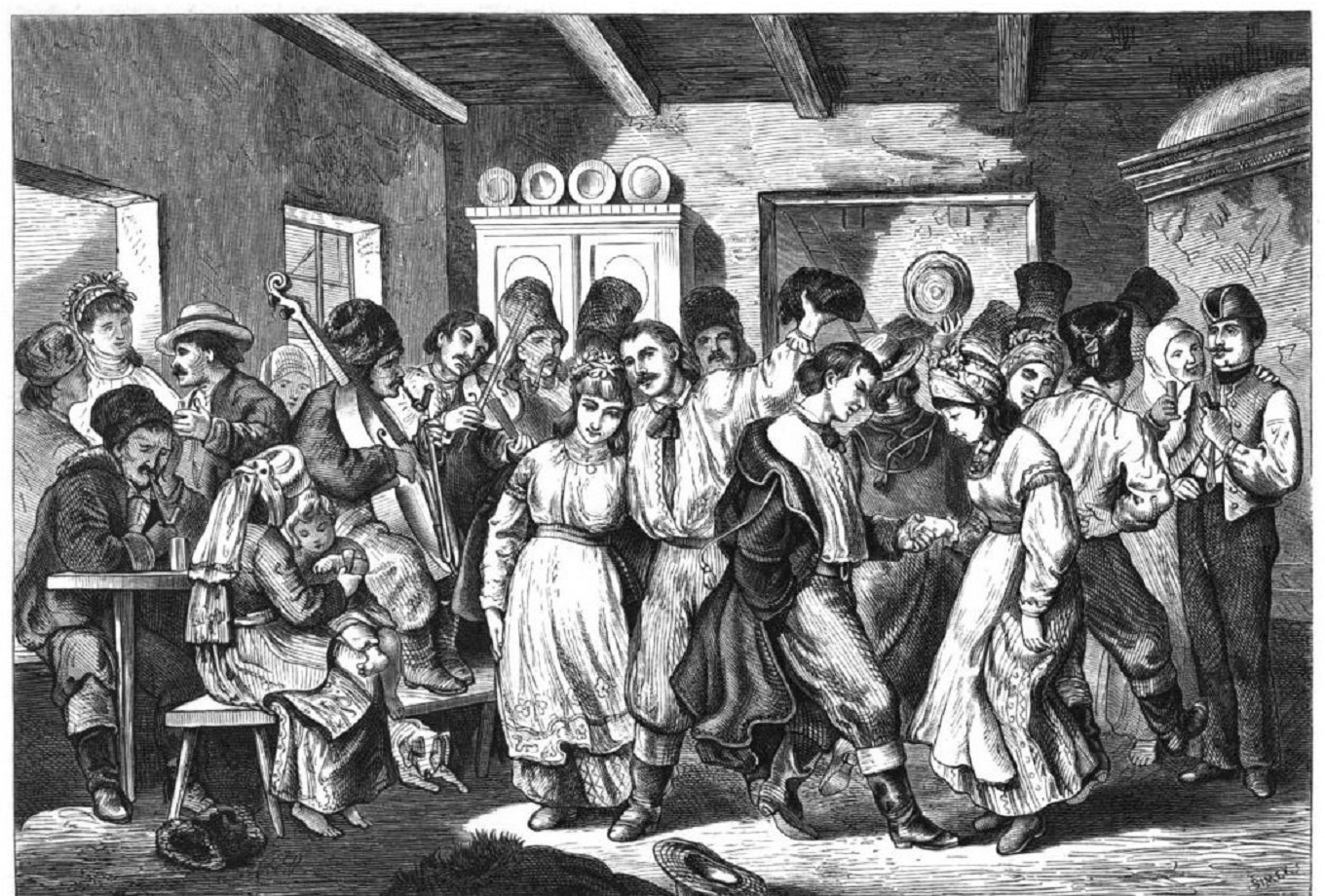
Podoleni, înainte de 1878

Din 1793 până în 1917, o parte a regiunii a constituit Gubernia Podolia (în rusă Подольская губерния, transliterat: Podolskaia gubernia; în ucraineană Подільська губернія) în sud-vestul Rusiei, învecinată peste râul Zbruci cu Austria, și peste Nistru cu Basarabia. Suprafața sa era 36.910 km².
La prima împărțire a Poloniei în 1772, Habsburgii austrieci au preluat controlul asupra unei mici părți din Podolia de la vest de râul Zbruci (numită uneori și „Podolia de Sud”) în jurul Borșcivului, în ceea ce este astăzi regiunea Ternopil. La acea dată, împăratul Iosif al II-lea a făcut turul zonei, a fost impresionat de fertilitatea solului și era optimist cu privire la perspectivele sale viitoare. Polonia a dispărut ca entitate la a treia împărțire în 1795, dar nobilimea poloneză a continuat să controleze viața economică în Podolia de est și de vest, deși țărănimea era în principal ucraineană. într-o carte din 1772 a lui Adam F. Kollár⁠(d) s-a enunțat similitudinea între ucraineni și ceilalți slavi răsăriteni, care a fost folosită ca argument în favoarea anexării de către Habsburgi. Regiunea Ternopil (Tarnopol) din vestul Podoliei a fost luată pentru scurt timp de Rusia în 1809, dar a revenit sub stăpânirea austriacă în 1815. În cadrul Imperiului Austriac, Podolia de vest făcea parte din Regatul Galiției și Lodomeriei, care, în 1867, odată cu formarea Austro-Ungariei, a devenit o unitate autonomă administrată de etnici polonezi sub coroana austriacă. La sfârșitul secolului al XIX-lea și începutul secolului al XX-lea, din Podolia austriacă, numeroși țărani au emigrat în vestul Canadei.

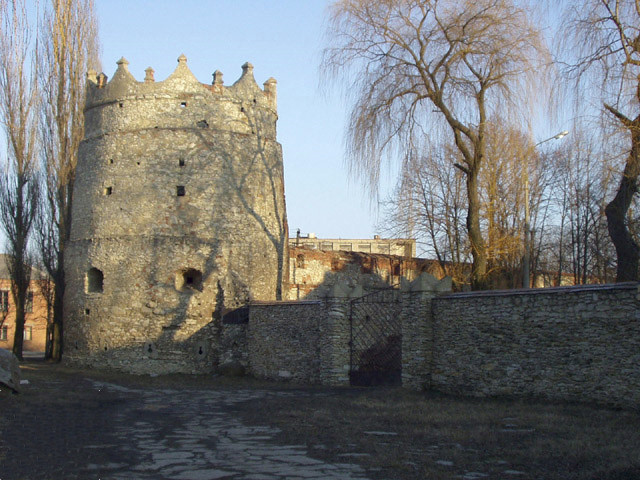
din Letîciv.

În ceea ce privește comunitatea evreiască din Podolia, Haskalah (iluminismul evreiesc) a ajuns aici în secolul al XIX-lea, introdus fiind de evreii din Europa de Vest. Bar-Levy (Weissman), autorul Cărții Yizkor⁠(d) pentru Podolia scria: „A pus capăt separării culturale a evreilor de lumea înconjurătoare. Evreii au început să învețe științele și limbile moderne, să citească literatura universală și să participe la viața culturală a națiunilor printre care trăiau.” Ca și în alte zone din fosta Polonie, evreii au început să învețe limba țării în care trăiau și să scrie despre subiecte laice. Printre autorii Haskalah din Podolia s-au numărat: Isaac Satanow⁠(d) (1733–1805), Menachim Mendel Lapin, autor și traducător, Ben-Ami (Mordecai Rabinowitz), care a scris în rusă, și mulți alții.

### Între Polonia și Uniunea Sovietică
Odată cu prăbușirea Austro-Ungariei în urma Primului Război Mondial în noiembrie 1918, vestul Podoliei a fost inclus în Republica Populară a Ucrainei Occidentale, dar în 1919 a intrat sub controlul Poloniei, consfințit prin acordul între Polonia și Republica Populară Ucraineană din aprilie 1920. Podolia a fost ocupată pentru scurt timp în 1920 de sovietici în timpul războiului polono-sovietic. În același război, Polonia a ocupat pentru scurt timp estul Podoliei în 1919 și din nou în 1920. După pacea de la Riga, controlul polonez asupra Podoliei de vest a fost recunoscut de URSS. URSS a păstrat estul. În toată această perioadă s-au desfășurat numeroase pogromuri.
În Polonia, între 1921 și 1939, vestul Podoliei a făcut parte din Voievodatul Tarnopol⁠(d). Podolia de Est a rămas în RSS Ucraineană, iar între 1922 și 1940, în partea de sud-vest, a fost formată Republica Socialistă Sovietică Autonomă Moldovenească.
În 1927 a avut loc o uriașă răscoală a țăranilor și muncitorilor din fabrici în Moghilău, Camenița, Tiraspol și în alte orașe din sudul RSS Ucrainene împotriva autorităților sovietice. Trupe de la Moscova au fost trimise în regiune și au înăbușit tulburările, provocând în jur de 4000 de morți, potrivit corespondenților americani trimiși să relateze despre insurecție, cifre care la acea dată au fost negate de presa oficială a Kremlinului.
În 1939, după semnarea Pactului Molotov-Ribbentrop între Germania nazistă și Uniunea Sovietică, și invazia sovietică a Poloniei din 17 septembrie 1939, întreaga regiune a fost alipită Ucrainei sovietice. Mulți localnici au fost deportați în lagăre de muncă. După invazia germană a Uniunii Sovietice în 1941, cea mai mare parte a Podoliei a fost ocupată de Germania nazistă și încorporată în Reichskommissariatul Ucraina. Zona Podoliei cuprinsă între Bugul de Sud de sub Vinnița și Nistru a fost ocupată de România ca parte a Transnistriei.
Începând cu luna iulie 1941, locuitorii evrei au fost supuși exterminării în masă prin împușcare în cadrul unei campanii germane desfășurate de patru Einsatzgruppen („grupuri operaționale”) special organizate în acest scop. Estimările cele mai credibile, inclusiv documente germane, sovietice și locale, indică faptul că peste 1,6 milioane, poate chiar până la 2 milioane de evrei au fost uciși în acest mod. Majoritatea au fost îngropați în gropi comune, dar au existat și cazuri în care comunitățile au fost înghesuite în masă în clădirile comunității sau în sinagogi care apoi au fost incendiate, sau strânse în minele locale care au fost ulterior dinamitate.
În 1944, sovieticii au recucerit Podolia și în 1945, când granița de est a Poloniei a fost realiniată oficial de-a lungul liniei Curzon, întreaga Podolie a rămas în Republica Socialistă Sovietică Ucraineană. Cei mai mulți polonezi și evrei rămași au fugit sau au fost expulzați în Republica Populară Polonă.

## Cultură
Tradiția populară a picturii icoanelor din Podolia este bine cunoscută în Ucraina. Ea se caracterizează prin lungi catapetesme de casă pictate pe pânză la sfârșitul secolului al XIX-lea până la începutul secolului al XX-lea. Predomină culorile roșu, verde și galben, chipurile sfinților sunt puțin alungite, iar ochii sunt în formă de migdale. Pe aceste catapetesme erau pictați cei mai venerati sfinți ai familiei. Colecțiile de catapetesme populare din Podolia se află la Muzeul de Artă din Vinnîțea și la muzeul icoanelor ucrainene de casă din Castelul Radomysl.